# Ferrari F10
Ferrari F10 — гоночный автомобиль с открытыми колёсами разработанный конструкторами команды Scuderia Ferrari во главе с техническим директором Альдо Костой на сезон 2010 Формулы-1.

## Презентация
Презентация болида состоялась 28 января 2010 года в Маранелло, а также в интернете на сайте команды.

## Тесты

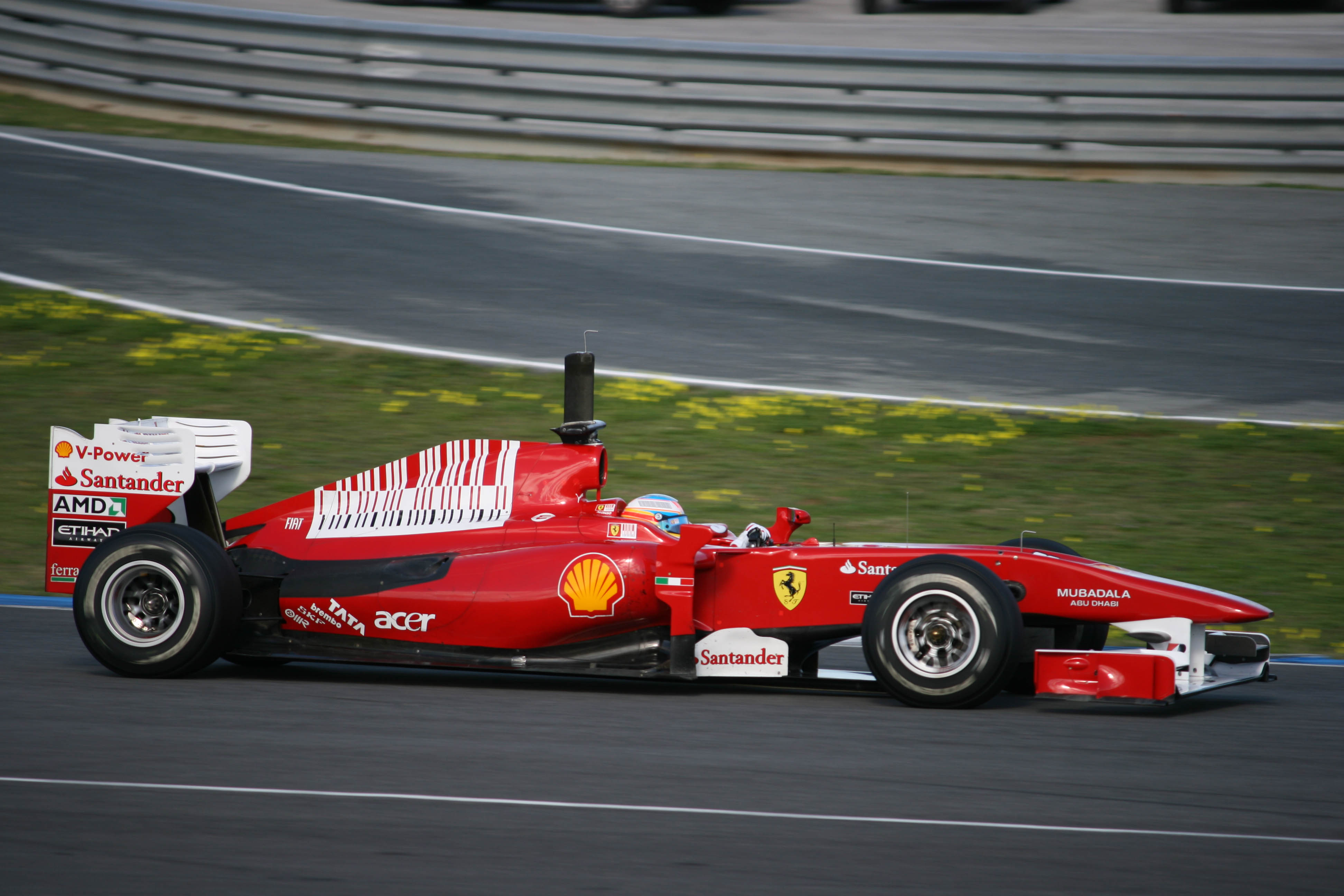
Фернандо Алонсо тестирует F10 в Хересе.

Первые тесты болида прошли с 1 по 3 февраля 2010 года в Валенсии.
Скудерия довольно мощно начала предсезонные тесты с болидом F10 в Валенсии. Фелипе Масса и Фернандо Алонсо выиграли все три тестовых дня подряд.

## История выступлений

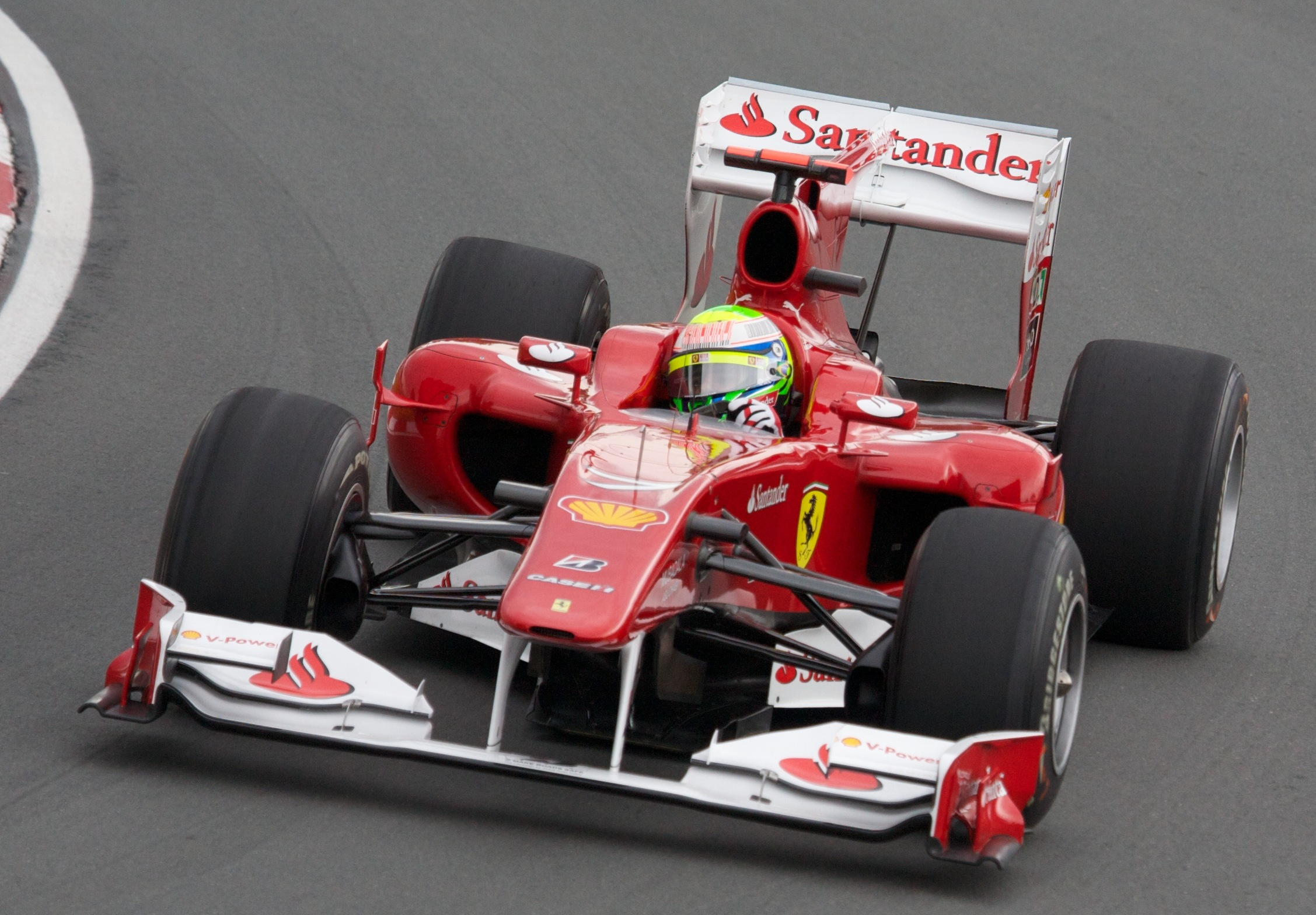
Фелипе Масса за рулём F10 в Канаде.

На Гран-при Бахрейна 2010 года Фернандо Алонсо был быстрейшим в первой части квалификации и вместе с Фелипе Массой они с лёгкостью смогли пройти в третий сегмент квалификации, где заняли третье и второе место соответственно, быстрее их оказался лишь пилот Red Bull Racing Себастьян Феттель. Уже на первом круге гонки испанец опередил бразильца. После волны пит-стопов лидировавший Феттель стал терять темп и во второй половине гонки его опередил Алонсо, а в следующем повороте и Масса. Что позволило заработать команде свой первый дубль со времён Гран-при Испании 2008 года.

## Результаты в чемпионате мира Формулы-1
| Легенда к таблице |                                                                    |
| --- | ------------------------------------------------------------------ |
| В таблице перечислены результаты всех Гран-при Формулы-1, в которых использовался автомобиль. Строками таблицы являются сезоны, столбцами — этапы чемпионата мира. В каждой клетке указаны сокращённое название этапа и результат, дополнительно обозначенный цветом. Расшифровка обозначений и цветов представлена в нижеследующей таблице. |                                                                    |
| \| Пример \| Описание \| \| ------------ \| ------------------------------------------------------------------ \| \| 1 \| Победитель \| \| 2 \| Второе место \| \| 3 \| Третье место \| \| 5 \| Финишировал, заработав очки \| \| Сход \| Не финишировал, но при этом заработал очки \| \| 12 \| Финишировал, не получив очков \| \| НКЛ \| Финишировал, но не попал в финальную классификацию \| \| 15 \| Участвовал вне зачёта, либо по отдельной классификации \| \| 18 \| Не финишировал, но попал в финальную классификацию \| \| Сход \| Не финишировал \| \| НКВ \| Не прошёл квалификацию \| \| НПКВ \| Не прошёл предквалификацию \| \| ДСК \| Дисквалифицирован \| \| ИСК \| Исключён из протокола соревнований \| \| ТТ \| Заявлен для участия только в тренировках \| \| НС \| Участвовал в квалификации, но не стартовал в гонке \| \| Т \| Травмирован или болен \| \| ОТК \| Отказ от участия \| \| НТР \| Прибыл на соревнования, но на трассу не выезжал \| \| НПР \| Был заявлен в числе участников, но не прибыл к началу соревнований \| \| О \| Соревнования отменены \| \| \| Не участвовал \| \| Поул-позиция \| \| \| Быстрый круг \| \| |                                                                    |
| Пример | Описание                                                           |
| 1 | Победитель                                                         |
| 2 | Второе место                                                       |
| 3 | Третье место                                                       |
| 5 | Финишировал, заработав очки                                        |
| Сход | Не финишировал, но при этом заработал очки                         |
| 12 | Финишировал, не получив очков                                      |
| НКЛ | Финишировал, но не попал в финальную классификацию                 |
| 15 | Участвовал вне зачёта, либо по отдельной классификации             |
| 18 | Не финишировал, но попал в финальную классификацию                 |
| Сход | Не финишировал                                                     |
| НКВ | Не прошёл квалификацию                                             |
| НПКВ | Не прошёл предквалификацию                                         |
| ДСК | Дисквалифицирован                                                  |
| ИСК | Исключён из протокола соревнований                                 |
| ТТ | Заявлен для участия только в тренировках                           |
| НС | Участвовал в квалификации, но не стартовал в гонке                 |
| Т | Травмирован или болен                                              |
| ОТК | Отказ от участия                                                   |
| НТР | Прибыл на соревнования, но на трассу не выезжал                    |
| НПР | Был заявлен в числе участников, но не прибыл к началу соревнований |
| О | Соревнования отменены                                              |
| | Не участвовал                                                      |
| Поул-позиция |                                                                    |
| Быстрый круг |                                                                    |

| Сезон | Команда                   | Двигатель           | Ш | Гонщики | 1   | 2   | 3    | 4   | 5   | 6   | 7   | 8   | 9   | 10  | 11  | 12  | 13   | 14  | 15  | 16   | 17  | 18  | 19  | КК | Очки |
| ----- | ------------------------- | ------------------- | - | ------- | --- | --- | ---- | --- | --- | --- | --- | --- | --- | --- | --- | --- | ---- | --- | --- | ---- | --- | --- | --- | -- | ---- |
| 2010  | Scuderia Ferrari Marlboro | Ferrari 056 V8, 2,4 | B |         | БАХ | АВС | МАЛ  | КИТ | ИСП | МОН | ТУР | КАН | ЕВР | ВЕЛ | ГЕР | ВЕН | БЕЛ  | ИТА | СИН | ЯПО  | КОР | БРА | АБУ | 3  | 396  |
| 2010  | Scuderia Ferrari Marlboro | Ferrari 056 V8, 2,4 | B | Масса   | 2   | 3   | 7    | 9   | 6   | 4   | 7   | 15  | 11  | 15  | 2   | 4   | 4    | 3   | 8   | Сход | 3   | 15  | 10  | 3  | 396  |
| 2010  | Scuderia Ferrari Marlboro | Ferrari 056 V8, 2,4 | B | Алонсо  | 1   | 4   | 13 † | 4   | 2   | 6   | 8   | 3   | 8   | 14  | 1   | 2   | Сход | 1   | 1   | 3    | 1   | 3   | 7   | 3  | 396  |

† Не финишировал, но был классифицирован, т.к. преодолел более 90% дистанции.